# سمفونی شماره ۴۱ (موتسارت)
سمفونی شماره ۴۱ (ک. ۵۵۱) در دو ماژور، تکمیل‌شده در ۱۰ اوت ۱۷۸۸، آخرین و طولانی‌ترین سمفونی ساخته‌شده توسط ولفگانگ آمادئوس موتسارت است. این سمفونی همچنین با نام سمفونی ژوپیتر (به آلمانی: Jupiter-Sinfonie) شناخته می‌شود.

## تاریخچه

### آهنگسازی
سمفونی شماره ۴۱ آخرین مجموعه از سه مجموعه‌ای است که موتسارت خیلی سریع در تابستان ۱۷۸۸ ساخت. شماره ۳۹ در ۲۶ ژوئن و شماره ۴۰ در ۲۵ ژوئیه به پایان رسید. نیکلاوس هارننکور اظهار می‌دارد که موتزارت سه سمفونی را به‌عنوان یک اثر یکپارچه ساخته‌است و از جمله به این واقعیت اشاره می‌کند که سمفونی شماره ۴۱، به‌عنوان یک اثر پایانی (ساخت سمفونی)، مقدمه‌ای ندارد (برخلاف شماره ۳۹) اما یک پایان بزرگ دارد.
تقریباً همزمان با ساختن سه سمفونی، موتسارت در حال نوشتن تریوهای پیانویی خود در می ماژور (K. 542)، دو ماژور (K. 548) و سونات پیانوی شماره ۱۶ در دو ماژور (K. 545) بود.

### اجرای اولیه
مشخص نیست که آیا سمفونی شماره ۴۱ در زمان حیات این آهنگساز اجرا شده‌است یا خیر. اتو اریش دویچ حدس می‌زند که موتسارت در حال آماده‌شدن برای برگزاری یک سری از سه «کنسرت در کازینو» در یک کازینوی جدید در «اشپیگلگاس» متعلق به فیلیپ اتو بوده‌است. موتسارت حتی یک جفت بلیط از یک سری را برای دوستش مایکل پوچبرگ فرستاد اما اطمینان از اینکه آیا این مجموعه کنسرت برگزار شد یا به دلیل عدم استقبال لغو شد، امکان‌پذیر نیست.

### نام مستعار
به گفتهٔ فرانتس موتسارت (پسر کوچکتر ولفگانگ)، نامگذاری مستعارِ ژوپیتر را به یوهان پیتر سالومون (آهنگساز آلمانی، ۱۸۱۵–۱۷۴۵)، که در حدود سال ۱۷۸۱، در لندن ساکن شده بود، نسبت می‌دهند. همچنین نامگذاری مستعارِ این اثر به یوهان باپتیست کرامر (آهنگساز و ناشر انگلیسی، ۱۸۵۸–۱۷۷۱) نیز نسبت داده می‌شود؛ نقل می‌شود که اولین آکوردها در سمفونی، کرامر را به یاد صاعقه‌های ژوپیتر می‌انداخت.

## ساختار

### سازبندی
این سمفونی برای فلوت، ۲ ابوا، ۲ فاگوت، ۲ هورن (در دو)، ۲ ترومپت (در دو)، تیمپانی (نُت‌های دو و سُل) و سازهای زهی نوشته شده‌است.

### موومان‌ها
چهار موومان این اثر در فرمِ سنتی سمفونی دوره کلاسیک تنظیم شده‌اند:
I. آلگرو ویواچه، 4
4
II. آندانته کانتابیله، 3
4 در فا ماژور
III. منوئه: آلگرتو – تریو، 3
4
IV. مولتو آلگرو، 2
2
مدت زمان سمفونی حدود ۳۳ دقیقه است.

#### موومان اول
موومان اول در فرم سونات و «تم اول» با موتیف‌های متضاد آغاز می‌شود. شروع با حرکتی جهشی از پایه با نت‌های تریوله از نمایان به تونیک است و دنبالهٔ آن، پاسخی شاعرانه است.
Audio playback is not supported in your browser. You can download the audio file.
این تبادل متضاد دوبار تکرار می‌شود و به دنبال آن یک سری از فانفارهای گسترده شنیده می‌شود. آنچه در ادامه می‌آید عبور با تغییرات است که در آن دو موتیف متضاد بسط و گسترش می‌یابند. سپس «تم دوم» سونات با لحنی شاعرانه در سل ماژور است که روی آکورد هفت معلق می‌ماند و ادامهٔ آن بخشی متلاطم است که در دو مینور دنبال می‌شود.
Audio playback is not supported in your browser. You can download the audio file.
پس از یک توقف کامل، کدا با الحاق یک آریا (از ترانۀ «بوسه‌ای از دست» K. 541) آغاز می‌شود و بخش گشایش با مجموعه‌ای از فانفارها به پایان می‌رسد.
Audio playback is not supported in your browser. You can download the audio file.
بخش بسط و گسترش با مدولاسیونی از سل ماژور به می بمل ماژور شروع می‌شود و پس از آن «آریای الحاقی» تکرار می‌شود و به‌طور گسترده توسعه می‌یابد. سپس با یک بازگشایش کاذب، تم آغازین موومان به آرامی اما این بار به فا ماژور برمی‌گردد. سپس «گروه تم اول» به صورت وسیعی در برابر یک باس کروماتیک که در حال سقوط است، شکوفا می‌شود. در ادامهٔ بازگشت‌ها، قطعه با یک بیان مجدد از «آریای الحاقی» شروع و سپس به دو ماژور منتهی می‌شود. به استثنای چند مورد از انتقال‌های معمول در تونالیته و مقداری گسترش در گام‌های فرعی، بازگشایی به‌صورت منظمی پیش می‌رود.

#### موومان دوم
موومان دوم در فرم سونات و یک ساراباند از نوع فرانسوی در فا ماژور (زیرنمایان دو ماژور) است.
Audio playback is not supported in your browser. You can download the audio file.

#### موومان سوم
موومان سوم یک منوئه شبیه لندلر است که رقصی فولک و عامه‌پسندِ اتریشی محسوب می‌شود. در اواسط موومان و قبل از ورود کامل ارکستر، گسترش حرکت‌های کروماتیک با بافت‌های موسیقی تقلیدی در بادی‌های چوبی (میزان‌های ۴۳ تا ۵۱) ادامه می‌یابد.
Audio playback is not supported in your browser. You can download the audio file.
در بخش تریو، نت‌های چهارگانه که تم اصلی موومان آخر است، به‌طور مشخص برجسته می‌شود (میزان‌های ۶۸ تا ۷۱)، با این تفاوت که به جای درجه یک در درجه هفت و به جای گام ماژور در مینور است که این امر شخصیت متفاوتی به آن داده‌است.
Audio playback is not supported in your browser. You can download the audio file.

#### موومان چهارم
از ویژگی‌های این موومان، فوگ پنج‌صدایی آن است. در طول موومان بخش‌های فوگال با بسط و گسترش یک، دو یا چند تم (همان‌طور که در بادی‌های چوبی مشاهده می‌شود) وجود دارد. تم اصلی شامل چهار نت است:
Audio playback is not supported in your browser. You can download the audio file.
در قسمت فینال چهار تم دیگر علاوه بر تمِ اصلی شنیده می‌شود و در فرم سونات است. تمامی این پنج تم برای یک کودای فوگال ترکیب شده‌است:
تم چهارنُتی موومان چهارم یک موتیف برای ساده‌خوانی بود و توماس آکویناس ریشه‌های آن را حداقل تا قرن سیزدهم ردیابی کرده‌است. این موتیف نزدِ موتسارت بسیار محبوب بود و قبل از سمفونی شماره ۴۱، در اوایل سمفونی شماره ۱ (۱۷۶۴) به‌طور مختصر استفاده کرد، بعدها نیز در قطعهٔ مذهبی «من معتقدم» از مجموعهٔ مس در فا ماژور (K. 192)، همچنین  در اولین و سومین موومان از سمفونی شماره ۳۳، از این موتیف استفاده کرد.
محققین مطمئن هستند که موتسارت «سمفونی شماره ۲۸ در سی ماژور» اثر میشائل هایدن را مطالعه کرده‌است، این سمفونی که در پایانش فوگاتو دارد، موتسارت کداهای آن را بسیار دقیق برای کدای خودش نوشته‌است. چارلز شرمن (محقق موسیقی) حدس می‌زند که موتسارت «سمفونی شماره ۲۳ در ر ماژور» ساختۀ میشائل هایدن را نیز مطالعه کرده‌است، زیرا او اغلب از پدرش (لئوپلد موتسارت) درخواست می‌کرد که آخرین فوگی که میشائل هایدن نوشته بود را برای او بفرستد. همچنین میشائل هایدن در «سمفونی شماره ۳۹ در دو ماژور» که تنها چند هفته قبل از سمفونی شماره ۴۱ موتسارت نوشته شده‌است، یک «فوگاتو» در پایان دارد که تمِ آن با دو «نت گرد» آغاز می‌شود. در مثالی دیگر، تم اصلی کنترپوان پایانی «سمفونی شماره ۱۳ در ر ماژور» (۱۷۶۴) اثر برادرِ بزرگتر میشائل (یوزف هایدن)، دارای موتیف چهارنتی مانند موومان چهارم سمفونی ۴۱ موتسارت است.

## تفسیرها
سمفونی شماره ۴۱ با تحسین بسیاری از منتقدان، نظریه‌پردازان، زندگی‌نامه‌نویسان و آهنگسازان قرار گرفت و به دلیل وجود فوگ و ساختار کلی آن که دارای وضوح و نظم است، به‌عنوان یک «شاهکار مقدس» شناخته شد که خلاصه‌ای از آنها به شرح زیر است:
- جرج گروو با درج مقاله‌ای در بارهٔ سمفونی ژوپیتر نوشت: «موتسارت با تمامی دانش و قدرتی که داشت و به نظر می‌رسد کسی دیگری از آن برخوردار نبوده‌است، این سمفونی را برای آخرالزمان ذخیره کرده‌است. او در هیچ اثری به چیزی بیش از این دست نیافته بود.» وی سپس اضافه می‌کند «این (سمفونی) بزرگترین اثر ارکسترال جهان است که قبل از انقلاب فرانسه به‌وجود آمد».[۱۳]
- یوهانس برامس در سال ۱۸۹۶ اظهار داشت: «من علیرغم آنکه درک می‌کنم اولین سمفونی بتهوون مردم را تحت‌تاثیر زیادی قرار داد، اما سه سمفونی آخر موتسارت بسیار مهمتر هستند. اکنون نیز برخی از مردم این را احساس کرده‌اند.»[۱۴]

## یادداشت
1. ↑  Spiegelgasse
2. ↑  Philipp Otto
3. ↑  Michael Puchberg
4. ↑  Johann Peter Salomon
5. ↑  Johann Baptist Cramer
6. ↑  Un bacio di mano
7. ↑  Credo
8. ↑  Charles Sherman

## یادکرد
1. 1 2  Deutsch 1965, 320.
2. ↑  Brown, Mark (August 4, 2016). "Beethoven's Eroica voted greatest symphony of all time". The Guardian. Retrieved September 29, 2017. Mozart's last symphony, No 41, the 'Jupiter', was in third place
3. 1 2  Heartz 2009, pp. 210, 458, 474.
4. ↑  Clements, Andrew (23 July 2014). "Mozart: The Last Symphonies review – a thrilling journey through a tantalising new theory". The Guardian.
5. ↑  Latham, Alison (2002). "'Jupiter' Symphony". The Oxford companion to music. Oxford New York: Oxford University Press. ISBN 978-0-19-957903-7. OCLC 59376677.
6. ↑  Burk, J. N. (1959). "Symphony No. 41, in C Major ('Jupiter'), K. 551". In: Mozart and His Music, p. 299.
7. ↑  F. G. E. [Frederick George Edwards] (1 October 1902). "J. B. Cramer (1771–1858)". The Musical Times and Singing Class Circular. 43 (716): 641–646. doi:10.2307/3369624. JSTOR 3369624. (spec. p. 644 (para. 2)
8. 1 2  Lindauer, David. (2006, January 25). "Annapolis Symphony Orchestra (ASO) Concert Part of Mozart Birthday Tribute", The Capital (Annapolis, Maryland), p. B8.
9. 1 2  Brown, A. Peter, The Symphonic Repertoire (Volume 2). Indiana University Press (شابک ‎۰−۲۵۳−۳۳۴۸۷-X), pp. 423–32 (2002).
10. ↑  Heartz 2009, pp. 212–215.
11. ↑  C. Sherman, Foreword to score of Sinfonia in C, Perger 31 Vienna: Doblinger K. G. (1967)
12. ↑  Sisman 1993, p. 28.
13. ↑  Grove 1906.
14. ↑  Sisman 1993, p. 30.